# Cantone di Cerisy-la-Salle
Il Cantone di Cerisy-la-Salle era una divisione amministrativa dell'arrondissement di Coutances.
È stato soppresso a seguito della riforma complessiva dei cantoni del 2014, che è entrata in vigore con le elezioni dipartimentali del 2015.
Comprendeva i comuni di:
- Belval
- Cametours
- Cerisy-la-Salle
- Guéhébert
- Montpinchon
- Notre-Dame-de-Cenilly
- Ouville
- Roncey
- Saint-Denis-le-Vêtu
- Saint-Martin-de-Cenilly
- Savigny